# Jens Kristian Jensen (idrætsleder)
 Der er flere personer med dette navn, se Jens Christian Jensen.
Jens Christian Jensen (23. juli 1870 i København - 11. december 1948) var en dansk kommunelærer og idrætspioner, medlem af Københavns FF. 
24. oktober 1892 var J.K. Jensen og hans bror Albert Theodor Jensen, sammen med 10 andre unge løbs- og gangsports- entusiaster, med til at stifte Københavns Fodsports-Forening, Danmarks første og ældste atletikforening. Foreningen blev senere kendt som Københavns Idræts Forening. Han var foreningens formand 1898-1903 og startede i 1896 Fortunløbet. Han var redaktør for bladet "Idrætten" 1908-1919 og i mange år kommunelærer på Brønshøj Skole.